# Antonio Pellegrino (politico)
Antonio Pellegrino (Foggia, 4 novembre 1937 – Foggia, 2 maggio 2011) è stato un politico e medico italiano, presidente della Provincia di Foggia dal 1994 al 2003.

## Biografia
Primario della divisione di Urologia presso gli Ospedali Riuniti di Foggia. Alle elezioni provinciali del 1994 è candidato alla presidenza della Provincia di Foggia, sostenuto da PDS, PPI, Alleanza Democratica, Socialisti e Verdi: viene eletto al primo turno con il 57,3%.
Alle seguenti elezioni provinciali di Foggia del 1998 è ricandidato alla presidenza dall'intera coalizione di centrosinistra e vince al primo turno con il 51%. Rimane in carica sino alla scadenza del mandato nel 2003.
Nel 2004 si candida a sindaco di Foggia sostenuto da Udeur, Rifondazione Comunista, PdCI e due liste civiche: ottiene il 19,3% senza accedere al ballottaggio, viene eletto consigliere comunale, ruolo che svolge fino al termine del mandato nella primavera 2009.
Si è spento a 73 anni, nel maggio del 2011.